# Carol Kaye
Carol Kaye (* 24. března 1935, Everett, Washington, USA) je americká kytaristka a baskytaristka činná zejména od 50. do 70. let 20. století. Patří k nejvýznamnějším studiovým baskytaristům rockové a popové historie, podílela se na zhruba 10 tisících nahrávek. 
Pocházela z hudební rodiny a zpočátku hrála na kytaru, hru na tento nástroj i vyučovala. V 50. letech začala působit v Los Angeles v jazzových a bigbandových kruzích a od roku 1957 byla studiovou hráčkou. Skrze studio Gold Star začala spolupracovat s Brianem Wilsonem a Philem Spectorem. Když se roku 1963 nedostavil k nahrávání jeden basista, s úspěchem za něj zaskočila a rychle se stala jedním z nejvyhledávanějších hráčů na tento nástroj, s řadou budoucích hitů na kontě. 
Koncem 60. let se více zaměřila na nahrávání filmové hudby, zejména pro Quincyho Jonese a Lalo Schifrina. Také začala vydávat příručky a učebnice hry na elektrickou basovou kytaru. Intenzitu její činnosti zbrzdila autonehoda roku 1976 a její následky, které odstranila až operace roku 1994.
V době vrcholu své kariéry se stala součástí neformální skupiny špičkových studiových muzikantů zvané The Wrecking Crew, jako jediná žena. Spolupracovala s nejslavnějšími hudebníky, mezi něž patřili například JJ Cale, Neil Young, Frank Zappa, Lou Rawls nebo skupina The Beach Boys. Byla všeobecně uznávána jako jeden z nejlepších studiových basistů, jako svůj vzor a inspiraci ji zmínil např. i Paul McCartney.